# Церковь Рождества Христова (Рождествено, городской округ Истра)
Храм Рождества Христова (Христорождественский храм) — православный храм в деревне Рождествено городского округа Истра Московской области. Входит в состав Истринского благочиния Одинцовской епархии Русской православной церкви. Строительство здания, с колокольней казаковской школы, в стиле зрелого классицизма, было осуществлено по проекту и под руководством архитектора Дмитрия Борисова, с 1828 года по 1831 год, на пожертвования сельчан.
Первое упоминание о храме встречается в духовной грамоте 1544 года — как церковь Николая Чудотворца. В писцовых книгах 1627—1628 годов фигурирует уже церковь Рождества Христова с приделом св. Николая Чудотворца, которая позже сгорела. Построенный в 1721 году храм также сгорел в 1737 году; последняя, деревянная, была сооружена в 1788 году и, при закладке каменной, перенесена на сельское кладбище.
Храм сильно пострадал в годы Великой Отечественной войны, в боях ноября 1941 — января 1942 года, в 1999 году возвращён церкви, приписан к Казанскому храму в Ламишине.